# 莲花乡 (遂宁市)
莲花乡，是中华人民共和国四川省遂宁市安居区曾经下辖的一个乡。2019年9月，撤销莲花乡，将其所属行政区域划归拦江镇管辖。

## 行政区划
莲花乡撤销前下辖以下地区：
吉祥社区、莲花村、太和村、会龙桥村、断桥村、胜仙村、花梁湾村、小北沟村、上沟村、狮陆村、洪家岩村、大北沟村、真武山村、柏林村、接绍寺村、福兴岩村、千佛岩村、双福寺村和三合寨村。